# Tears (canção de Clean Bandit)
"Tears'" é uma canção do grupo britânico Clean Bandit, gravada para o seu segundo álbum de estúdio What Is Love?. Conta com a participação da cantora inglesa Louisa Johnson. O seu lançamento ocorreu a 27 de maio de 2016 através da Atlantic Records.

## Faixas e formatos
| Descarga digital |                                                |         |  |
| N.º              | Título                                         | Duração |  |
| 1.               | "Tears" (com a participação de Louisa Johnson) | 3:45    |  |

| Descarga digital - (Wideboys Remix) |                                                |         |  |
| N.º                                 | Título                                         | Duração |  |
| 1.                                  | "Tears" (com a participação de Louisa Johnson) | 4:46    |  |

| Descarga digital - (Cedric Gervais Remix) |                                                |         |  |
| N.º                                       | Título                                         | Duração |  |
| 1.                                        | "Tears" (com a participação de Louisa Johnson) | 6:03    |  |

## Desempenho nas tabelas musicais

### Posições
| Tabela musical (2016)                             | Melhor posição |
| ------------------------------------------------- | -------------- |
| Alemanha - Single-Charts                          | 95             |
| Argentina - Argentina Top 20 Oficial              | 12             |
| Bélgica - Ultratip (Flandres)                     | 24             |
| Bélgica - Ultratip (Valónia)                      | 32             |
| Escócia - Scottish Singles Chart                  | 3              |
| Estados Unidos - Billboard Dance/Electronic Songs | 17             |
| Hungria - Single Top 40                           | 11             |
| Irlanda - Top 100 Singles                         | 21             |
| Israel - Media Forest                             | 1              |
| Nova Zelândia - NZ Heatseekers Singles Chart      | 10             |
| Países Baixos - Mega Single Top 100               | 36             |
| Polónia - Polish Airplay Top 100                  | 45             |
| Reino Unido - UK Singles Chart                    | 5              |
| Reino Unido - UK Dance Singles Chart              | 3              |
| Suécia - Sverigetopplistan                        | 58             |

### Certificações
| País        | Provedor | Certificação |
| ----------- | -------- | ------------ |
| Reino Unido | BPI      | Platina      |